# Gerő Kázmér
Gerő Kázmér (Büssü, 1920. május 16. – Kaposvár, 1988. december 5.) festő.

## Pályafutása
1940 és 1944 között a Magyar Iparművészeti Főiskola grafikai szakán tanult, mesterei Diósy Antal és Domanovszky Endre voltak. 1953-tól a Balázs János Képzőművész Kört vezette több évtizeden keresztül.

## Díjak, elismerések
- 1970: Kaposvár Város Művészeti Díja
- 1984: Dunántúli Tárlat, Kaposvár, nívódíj

## Egyéni kiállítások
- 1990 • Somogyi Képtár, Kaposvár (gyűjt., kat.)
- 1991 • Kálmán Imre Múzeum, Siófok.

## Válogatott csoportos kiállítások
- 1963 • Latinka Művelődési Ház [Lóránt Jánossal és Molnár Józseffel], Kaposvár
- 1973, 1976, 1984, 1987 • Dunántúli Tárlat, Somogyi Képtár, Kaposvár.

## Köztéri művei
- Rippl-Rónai Múzeum, Kaposvár